# Nyasa (Distrikt)
Nyasa ist ein Distrikt in der Region Ruvuma im Südwesten von Tansania. Der Distrikt grenzt im Norden an die Region Njombe, im Nordosten an die Distrikte Mbinga und Mbinga (TC), im Osten an den Distrikt Songea, im Süden an Mosambik und im Westen an Malawi.

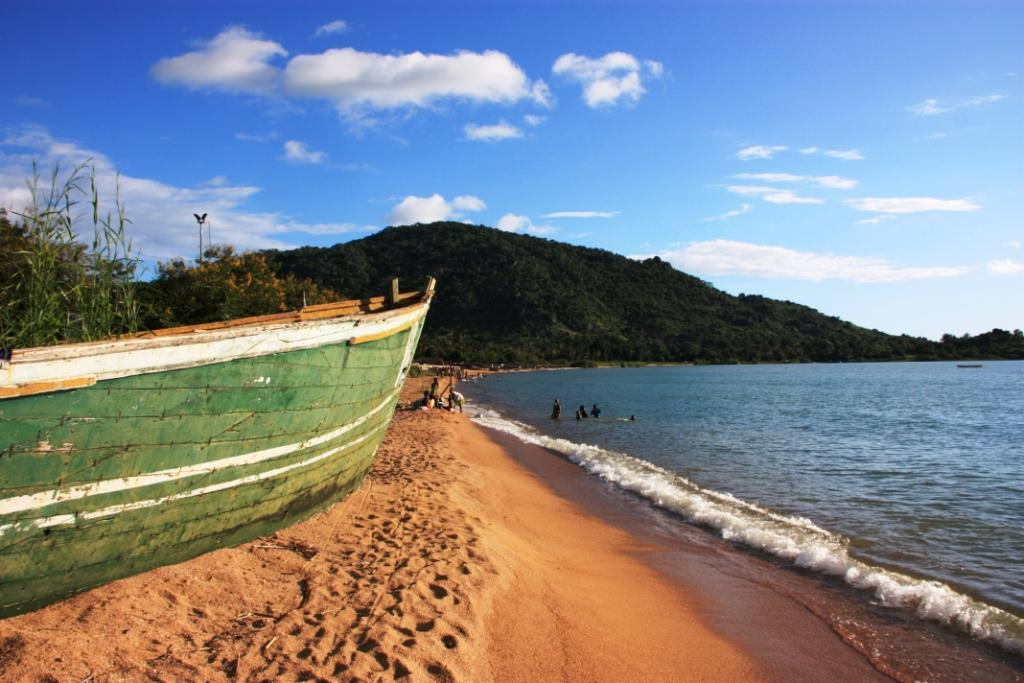
Mbamba-Bucht am Malawisee

## Geographie
Nyasa liegt im Südwesten von Tansania am Ostufer des Malawisees. Die Verwaltung ist in Mbamba Bay. Der Distrikt hat eine Fläche von 3811 Quadratkilometer und 191.193 Einwohner (Volkszählung 2022). Die Tiefebene entlang des Malawisees liegt 500 bis 600 Meter über dem Meeresspiegel. Daran schließt nach Osten eine Hügellandschaft mit Höhen von 800 bis 1500 Meter an, die bis an die Ausläufer der Livingstone-Berge heranreicht. Am Ufer des Malawisees ist es das ganze Jahr über heiß mit Temperaturen von 29 bis 31 Grad Celsius. Das Hügelland ist gemäßigt warm. Abhängig von der Höhenlage erreichen die Temperaturen in den kühlen Monaten Juni bis August 19 bis 23 Grad Celsius, im Hochland von Mtengo in der Gemeinde Mpepo auch nur 13 Grad Celsius. Die Niederschläge sind im Allgemeinen ausreichend, jedoch stark von der Höhenlage abhängig. Die meisten Niederschläge fallen in der Regenzeit von Dezember bis April/Mai, im Jahresschnitt sind es 800 bis 1225 Millimeter.

## Geschichte
Nyasa wurde 2013 vom Distrikt Mbinga abgespalten und ist seither ein eigenständiger Distrikt.

## Verwaltungsgliederung
Der Distrikt wird in 20 Bezirke (Wards) gegliedert (Stand 2015):
- Chiwanda
- Kingerikiti
- Kilosa
- Kihagara
- Linga
- Liparamba
- Luhangarasi
- Lipingo
- Liuli
- Liwundi
- Lituhi
- Lumeme
- Mbamba Bay
- Mbaha
- Mipotopoto
- Mpepo
- Tingi
- Mtipwili
- Ngumbo
- Upolo

## Bevölkerung
Die Bevölkerung wuchs von 2002 bis 2012 von 111.578 auf 146.160 Einwohner, das entspricht einer jährlichen Wachstumsrate von 2,7 Prozent. Bis 2022 stieg die Einwohnerzahl auf 191.193. Der Großteil der Bevölkerung spricht Swahili, nur fünf Prozent sprechen zusätzlich auch Englisch.

## Einrichtungen und Dienstleistungen
- Bildung: Im Bezirk gibt es 106 Grundschulen und 14 weiterführende Schulen.[8]
- Gesundheit: Die Mutter-Kind-Sterblichkeitsrate sank von 78 je 100.000 Geburten im Jahr 2015 auf 71 im Jahr 2016.[9] Im Jahr 2014 gab es im Distrikt zwei Krankenhäuser, drei Gesundheitszentren und 24 Apotheken.[10] Im Dezember 2019 wurde in Nyasa ein neues Bezirkskrankenhaus eröffnet.[11]
- Wasser: Die Versorgung mit sauberem Wasser stieg von 38 Prozent 2014/2015 auf 48 Prozent 2015/2016.[12]
- Elektrizität: Der Distrikt ist nicht mit dem nationalen Netz verbunden, es gibt jedoch lokale Generatoren und Solaranlagen (Stand 2015).[13]

| Obwohl der Distrikt fruchtbare Böden und ausreichend Niederschläge hat, ist er einer der ärmsten Bezirke in Tansania. Der wichtigste Wirtschaftszweig ist die Landwirtschaft, die rund siebzig Prozent zum Bruttoinlandsprodukt beiträgt und neunzig Prozent der Erwerbstätigen beschäftigt. - Landwirtschaft: Die Hauptanbauprodukte sind Mais, Reis, Maniok, Kaffee und Kakao. Im Jahr 2012 hielten über sechzig Prozent der 30.000 Haushalte Nutztiere. Am häufigsten gehalten wurden Hühner, Rinder und Ziegen. - Fischerei: Fischfang gibt es im Malawisee. In der Saison 2014/2015 wurden monatlich zehn Tonnen Fisch gefangen. - Bergbau: Im Gebiet Dar Pori in der Nähe von Msumbiji wird Gold abgebaut. | Hier fehlt eine Grafik, die leider im Moment aus technischen Gründen nicht angezeigt werden kann. Wir arbeiten daran! |

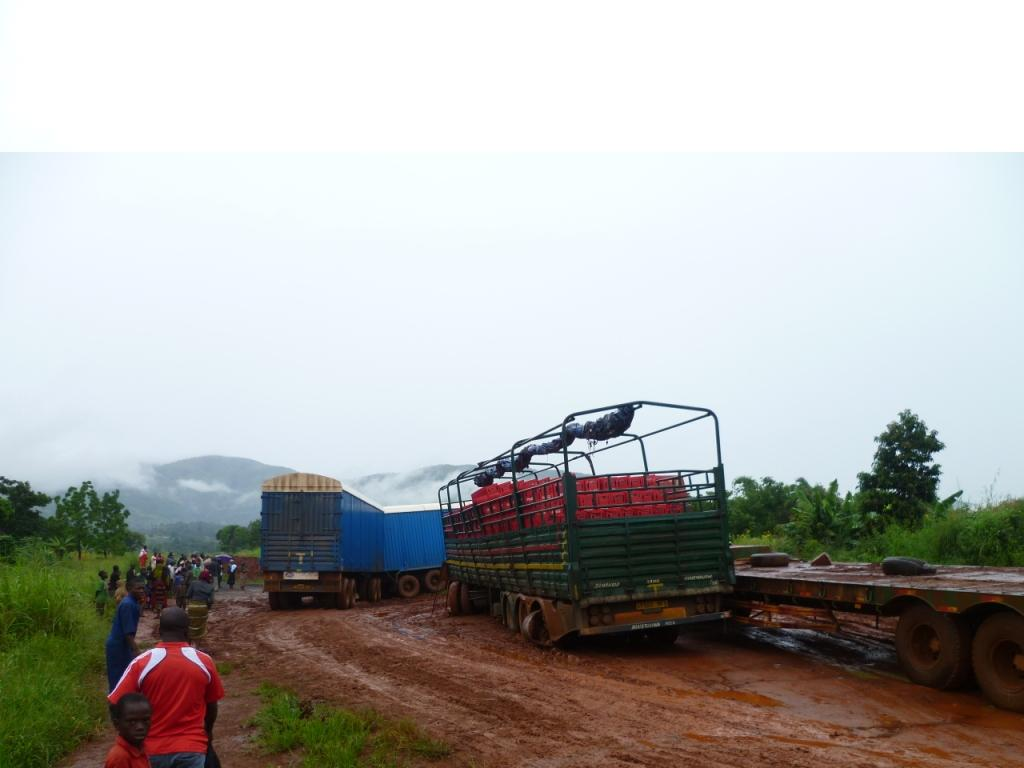
Straße nach Mbamba Bay

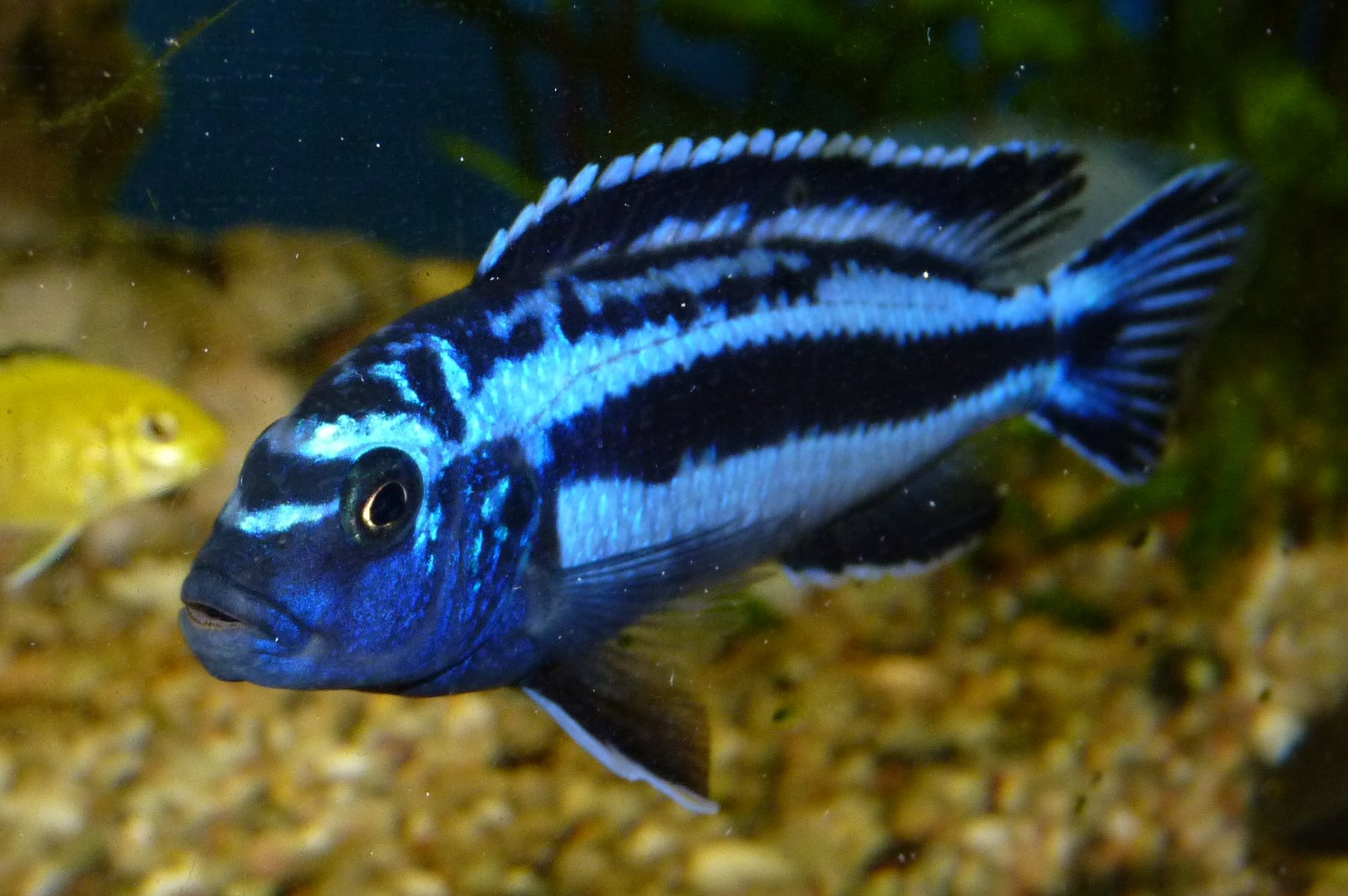
Melanochromis Maingano vom Malawisee

- Tourismus: Der Fremdenverkehr ist nur schwach entwickelt, Hauptattraktionen sind das Liparamba Wildreservat und der Malawisee mit seinen Sandstränden und den Buntbarschen.[20]
- Straßen: im Distrikt gibt es ein Straßennetz von 1300 Kilometer, davon sind 23 Kilometer Nationalstraßen und 340 Kilometer Regionalstraßen. Ungefähr ein Drittel der Straßen ist ganzjährig befahrbar (Stand 2015).[1] Die wichtigste Verbindung ist die Nationalstraße T12 von Songea nach Mbamba Bay.[21]

## Naturschutzgebiete, Sehenswürdigkeiten
- Malawi Buntbarsche: Im Malawisee leben rund 500 Fischarten, viele davon endemisch. Den größten Anteil haben die Buntbarsche, die wegen ihrer Farbenpracht bei Aquarianern sehr beliebt sind.[22]
- Liparamba Wildreservat: Dieses 570 Quadratkilometer große Wildreservat wurde im Jahr 2000 als Korridor zwischen dem Selous Wildreservat und dem Niassa Wildreservat in Mosambik eingerichtet. In den Miombo-Wäldern entlang dem Fluss Ruvuma leben Elefanten, Antilopen, Nilpferde, Krokodile, Mungos und viele Vogelarten.[23][24]

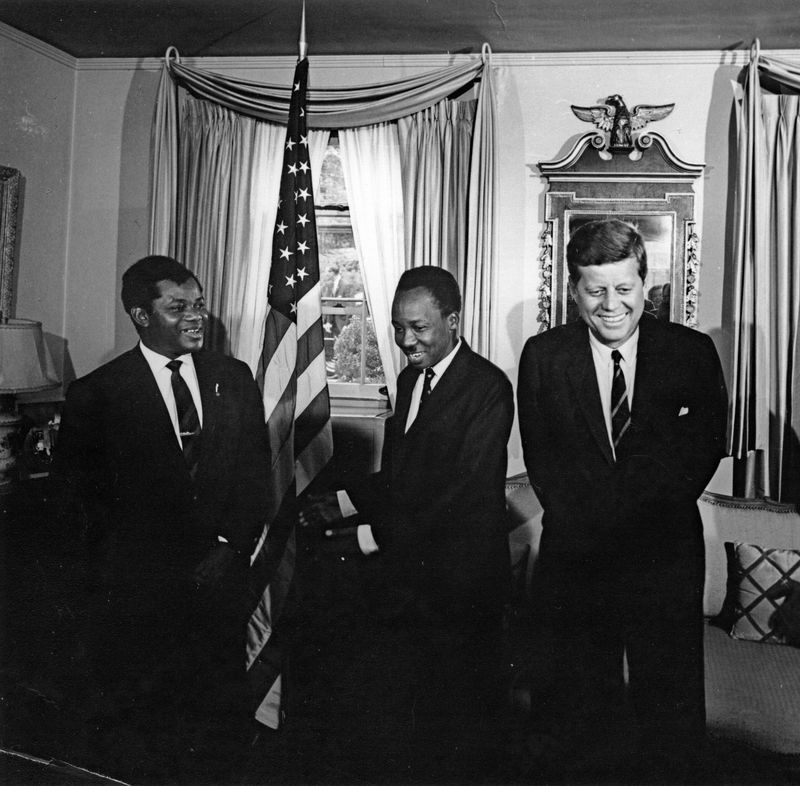
Oscar Kambona mit Julius Nyerere und John F. Kennedy im Weißen Haus (von links nach rechts).

## Persönlichkeiten
- Oscar Kambona: Geboren am 13. August 1948 in Kwambe, nahe der Mbamba-Bucht am Malawisee, wurde Oscar Kambona ein früher Vertrauter von Julius Nyerere und Außenminister von Tansania.[25]